# 洪永淼
洪永淼（1964年—），中华人民共和国教育部长江学者讲座教授、发展中国家科学院院士，康奈尔大学经济学和统计学系终身教授、厦门大学王亚南经济研究院院长，主要从事计量经济学、金融计量学、统计学等方面的研究工作。

## 生平
洪永淼先后毕业于厦门大学、中国人民大学“经济学培训中心”和厦门大学经济学系、加州大学圣地亚哥校区经济学系。2020年至今，担任中国科学院大学经济与管理学院教授。

## 著作
- 《概率论与统计学》
- 《高级计量经济学》
- 《中国经济学教育转型——厦大故事》[3]